# Кочинян, Антон Ервандович
Анто́н Ервандович Кочиня́н (арм. Անտոն Երվանդի Քոչինյան) (25 октября 1913 года, село Шагали (затем — Ваагни), Тифлисская губерния, Российская империя — 1 декабря 1990 года, Ереван, Армянская ССР, СССР) — советский партийный и государственный деятель, первый секретарь ЦК Компартии Армении (1966—1974).

## Биография
Родился в крестьянской семье. Начальное образование получил в сельской школе, после чего один год учился в тифлисском педагогическом техникуме.
В 1935 г. окончил с отличием Высшую коммунистическую сельскохозяйственную школу. В 1959 г. Высшую партийную школу при ЦК КПСС (заочно).
В 1941 году направил в вышестоящие партийные органы просьбу отправить его на фронт, однако получает отказ от первого секретаря ЦК КП Армении Григория Арутинова.
- 1935—1937 гг. — ответственный секретарь, редактор районных газет,
- 1937—1938 гг. — секретарь Азизбековского районного комитета ЛКСМ Армении,
- 1938—1939 гг. — секретарь ЦК ЛКСМ Армянской ССР по кадрам,
- 1940 г. — член ЦК КП(б), кандидат в члены Бюро ЦК КП(б) Армении,
- 1939—1941 гг. — первый секретарь ЦК ЛКСМ Армении,
- 1941—1943 гг. — первый секретарь Кировского районного комитета КП(б) Армении (г.Ереван),
- 1943—1944 гг. — первый секретарь Котайкского районного комитета КП(б) Армении,
- 1944—1946 гг. — слушатель Высшей школы партийных организаторов при ЦК ВКП(б),
- 1946—1949 гг. — третий секретарь ЦК КП(б) Армении,
- 1949—1952 гг. — секретарь ЦК КП(б) Армении по кадрам,
- 1952—1966 гг. — председатель Совета Министров Армянской ССР, одновременно в 1954—1958 годах — министр иностранных дел Армянской ССР,
- 1966—1974 гг. — первый секретарь ЦК КП Армении.

В должность руководителя Коммунистической партии Армении инициировал строительство АЭС Мецамор (арм.Մեծամոր), футбольного стадиона Раздан (арм.Հրազդան), туннеля Арпа-Севан(арм.Արփա-Սեվան), необходимый для спасения озера Севан. Также в этот период было завершено строительство Цицернакаберда (арм.Ծիծեռնակաբերդ). Неоднократно поднимал вопрос возвращения Карабаха и Нахичеваня (арм.Նախիջևան) в состав Армянской ССР.

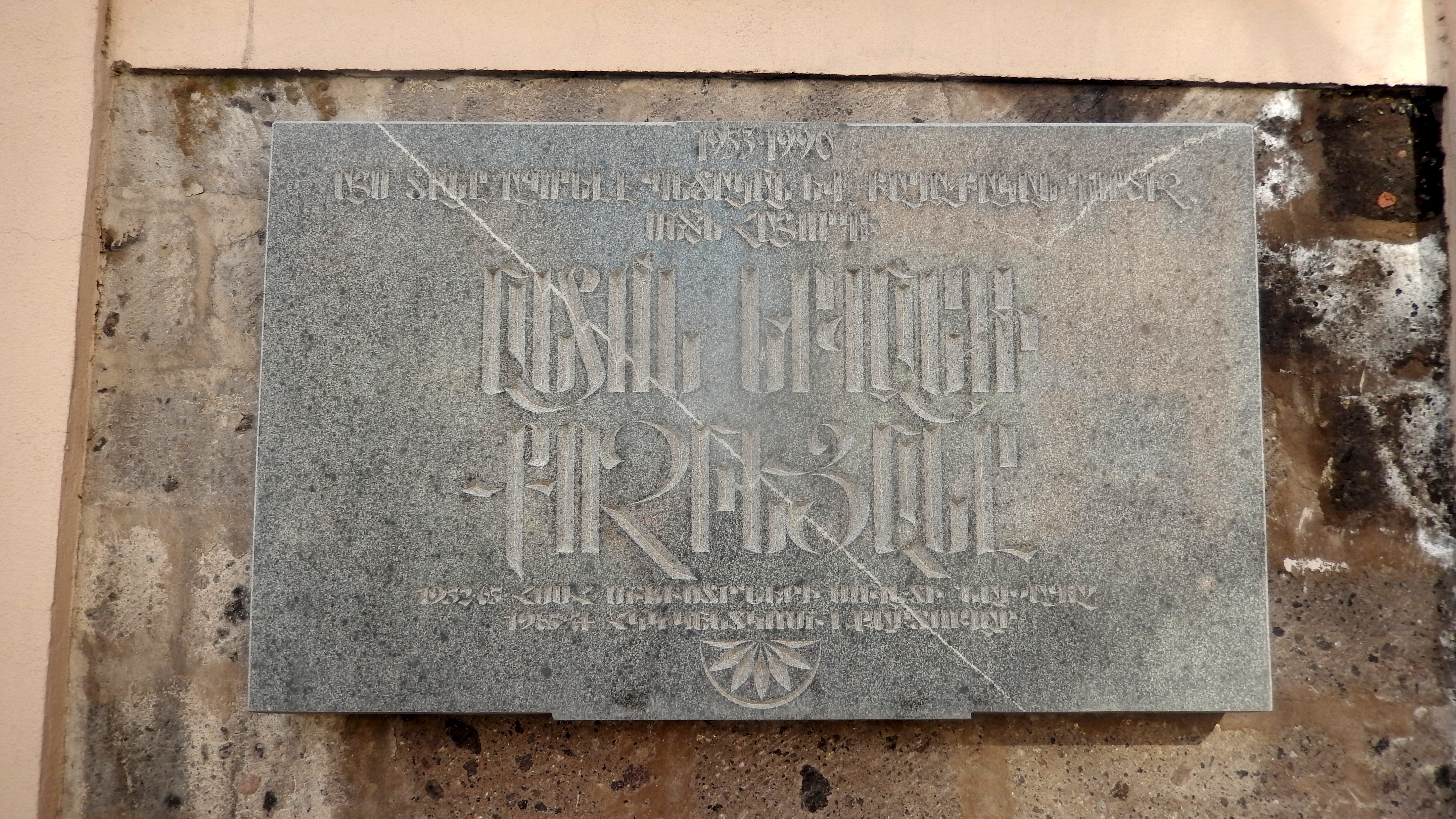
Мемориальная доска в Ереване, ул. Чаренца, 29

Член ЦК КПСС (1966—1976), кандидат в члены ЦК КПСС (1961—1966). Депутат Верховного Совета СССР 3—8-го созывов.
С 1974 г. — на пенсии.

## Награды
- Три ордена Ленина (24.10.1963, 24.10.1973, …).
- Орден Отечественной войны 2 степени (1.02.1945).
- Орден «Знак Почёта» (23.11.1940).
- Медаль «За трудовую доблесть» (25.12.1959).

## Память
Именем Кочиняна названа улица в Ереване.